# Söngvakeppnin 2025
Der 34. Söngvakeppnin 2025 fand zwischen dem 8. und 22. Februar 2025 statt und diente als isländischer Vorentscheid für den Eurovision Song Contest 2025 in Basel (Schweiz).

## Format

### Konzept
Der isländische Delegationsleister, Rúnar Freyr, gab am 13. Mai 2024 bekannt, dass man das Format des Söngvakeppnin kritisch hinterfragen werde. Grund hierfür waren Probleme bei der finalen Televotingabstimmung im Superfinale des Vorjahrs.
Am 13. September 2024 gab der isländische Rundfunk Ríkisútvarpið (RÚV) schließlich bekannt, dass man auch 2025 am Eurovision Song Contest teilnehmen werde. Zuvor hatte es Spekulationen über einen möglichen Rückzug Islands gegeben, da die Bekanntgabe bezüglich der Teilnahme kurzfristig um eine Woche verschoben wurde.
Am 3. Januar 2025 wurde bekannt, dass RÚV das Format des Söngvakeppnin nach der Kritik des Vorjahres verändert. So wurde das Superfinale gestrichen, der Sieger wird nun zu jeweils 50 Prozent durch das Televoting bzw. eine internationale Fachjury bestimmt. Auch werden sich nun aus den beiden Halbfinals jeweils drei Beiträge für das Finale qualifizieren, wodurch auch die Wildcard der letzten Jahre entfällt.

### Beitragswahl
Zwischen dem 20. September und dem 13. Oktober 2024 konnten Beiträge bei RÚV eingereicht werden. Nach Ende des Einreichzeitraums wurden alle Beiträge von einer Jury, bestehend aus Vertretern des Senders RÚV, der Vereinigung isländischer Komponisten und Textern sowie des isländischen Musikerverbands, begutachtet. Dieselbe Jury wählte anschließend 10 Teilnehmer für den Vorentscheid aus. Insgesamt wurden 110 Beiträge eingereicht.

### Jury
Die Jury bestand aus folgenden Mitgliedern:
- Damir Kedžo – kroatischer Teilnehmer am Eurovision Song Contest 2020
- Saba – dänische Teilnehmerin am Eurovision Song Contest 2024
- Niamh Kavanagh – Siegerin beim Eurovision Song Contest 1993, Teilnehmerin 2010
- Sietse Bakker – Executive Producer des Eurovision Song Contest 2021
- Peter Fenner – ESC Experte
- Ersin Parlak – Musikagent, Presseverantwortlicher für San Marino beim Eurovision Song Contest
- Marija Sur – Sängerin

## Teilnehmer
Die Teilnehmer wurden am 17. Januar 2025 im Rahmen der Sendung Lögin í Söngvakeppninni 2025 vorgestellt.

## Halbfinale
Die Startreihenfolge der beiden Halbfinale wurde am 22. Januar 2025 bekanntgegeben.

### Erstes Halbfinale
| Startnr. | Interpret  | Lied Musik (M) und Text (T) | Sprache    | Übersetzung (inoffiziell) |
| -------- | ---------- | --- | ---------- | ------------------------- |
| 1        | Stebbi JAK | Frelsið Mitt M/T: Alda B. Lilliendahl Ólafsdóttir, Michael James Down, Primoz Poglajen, Stebbi Jak, Will Taylor                | Isländisch | Meine Freiheit            |
| 2        | Birgo      | Ég flýg í storminn M/T: Birgitta Ólafsdóttir, Helga Þórdís Guðmundsdóttir, Jonas Gladnikoff                                    | Isländisch | Ich fliege in den Sturm   |
| 3        | Ágúst      | Eins og þú M/T: Ágúst Þór Brynjarsson, Hákon Guðni Hjartarson, Halldór Gunnar Pálsson                                          | Isländisch | Wie du                    |
| 4        | BIA        | Norðurljós M/T: Beatriz „Bia“ Aleixo, Jóhannes Ágúst, Jón Arnór Styrmisson, Kolbeinn Egill Þrastarson, Kristrún Jóhannesdóttir | Isländisch | Nordlichter               |
| 5        | VÆB        | Róa M/T: Hálfdán Helgi Matthíasson, Matthías Davíð Matthíasson, Ingi Þór Garðarsson                                            | Isländisch | Rudern                    |

 Interpret hat sich für das Finale qualifiziert.

### Zweites Halbfinale
| Startnr. | Interpret     | Lied Musik (M) und Text (T)                                                                         | Sprache    | Übersetzung (inoffiziell) |
| -------- | ------------- | --------------------------------------------------------------------------------------------------- | ---------- | ------------------------- |
| 1        | Dagur Sig     | Flugdrekar M/T: Andreas Lindbergh, Einar Lövdahl, Joy Deb, Linnea Deb, Thorsteinn Einarsson         | Isländisch | Drachen                   |
| 2        | Júlí og Dísa  | Eldur M/T: Andri Þór Jónsson, Birgir Steinn Stefánsson, Júlí Heiðar Halldórsson, Ragnar Már Jónsson | Isländisch | Feuer                     |
| 3        | Bára Katrín   | Rísum upp M/T: Heiðar Kristjánsson, Lára Ómarsdóttir, Seinunn Ása Þorvaldsdóttir, Valgeir Magnússon | Isländisch | Steig auf                 |
| 4        | Bjarni Arason | Aðeins lengur M/T: Björn Björnsson, Jóhann Helgason                                                 | Isländisch | Ein bisschen länger       |
| 5        | Tinna         | Þrá M/T: Guðný Ósk Karlsdótti, Rob Price, Tinna Óðinsdóttir                                         | Isländisch | Wunsch                    |

 Interpret hat sich für das Finale qualifiziert.

## Finale
Das Finale fand am 22. Februar 2025 statt. Vier der sechs qualifizierten Interpreten machten von ihrem Recht Gebrauch, ihren Beitrag auf Englisch zu singen.
| Platz | Startnr. | Interpret     | Lied Musik (M) und Text (T)                                                                                    | Sprache              | Übersetzung (inoffiziell) | Juryvoting | Televoting | Gesamt |
| ----- | -------- | ------------- | --- | -------------------- | ------------------------- | ---------- | ---------- | ------ |
| 1     | 4        | Væb           | Róa M/T: Hálfdán Helgi Matthíasson, Matthías Davíð Matthíasson, Ingi Þór Garðarsson                            | Isländisch           | Rudern                    | 74         | 93         | 167    |
| 2     | 6        | Stebbi JAK    | Set Me Free M/T: Alda B. Lilliendahl Ólafsdóttir, Michael James Down, Primoz Poglajen, Stebbi Jak, Will Taylor | Englisch             | Lass mich frei            | 57         | 85         | 142    |
| 3     | 3        | Júlí og Dísa  | Fire M/T: Andri Þór Jónsson, Birgir Steinn Stefánsson, Júlí Heiðar Halldórsson, Ragnar Már Jónsson             | Englisch, Isländisch | Feuer                     | 63         | 74         | 137    |
| 4     | 2        | Bjarni Arason | Aðeins lengur M/T: Björn Björnsson, Jóhann Helgason                                                            | Isländisch           | Ein bisschen länger       | 44         | 39         | 83     |
| 5     | 5        | Tinna         | Words M/T: Guðný Ósk Karlsdótti, Rob Price, Tinna Óðinsdóttir                                                  | Englisch             | Worte                     | 53         | 22         | 75     |
| 6     | 1        | Ágúst         | Like You M/T: Ágúst Þór Brynjarsson, Hákon Guðni Hjartarson, Halldór Gunnar Pálsson                            | Englisch             | Wie du                    | 45         | 23         | 68     |